# Unterseeboot 654
L'Unterseeboot 654 ou U-654 est un sous-marin allemand (U-Boot) de type VIIC utilisé par la Kriegsmarine pendant la Seconde Guerre mondiale.
Le sous-marin fut commandé le 9 octobre 1939 à Hambourg (Howaldtswerke Hamburg AG), sa quille fut posée le 1er juin 1940, il fut lancé le 3 mai 1941 et mis en service le 5 juillet 1941, sous le commandement du Korvettenkapitän Hans-Joachim Hesse.
Il fut coulé en août 1942 dans la mer des Caraïbes par l'aviation américaine.

## Conception
Unterseeboot type VII, l'U-654 avait un déplacement de 769 tonnes en surface et 871 tonnes en plongée. Il avait une longueur totale de 67,10 m, un maître-bau de 6,20 m, une hauteur de 9,60 m et un tirant d'eau de 4,74 m. Le sous-marin était propulsé par deux hélices de 1,23 m, deux moteurs diesel Germaniawerft M6V 40/46 de 6 cylindres en ligne de 1400 cv à 470 tr/min, produisant un total de 2 060 à 2 350 kW en surface et de deux moteurs électriques Siemens-Schuckert GU 343/38-8 de 375 cv à 295 tr/min, produisant un total 550 kW, en plongée. Le sous-marin avait une vitesse en surface de 17,7 nœuds (32,8 km/h) et une vitesse de 7,6 nœuds (14,1 km/h) en plongée. Immergé, il avait un rayon d'action de 80 milles marins (150 km) à 4 nœuds (7,4 km/h; 4,6 milles par heure) et pouvait atteindre une profondeur de 230 m. En surface son rayon d'action était de 8 500 milles nautiques (soit 15 700 km) à 10 nœuds (19 km/h). 
L'U-654 était équipé de cinq tubes lance-torpilles de 53,3 cm (quatre montés à l'avant et un à l'arrière) qui contenait quatorze torpilles. Il était équipé d'un canon de 8,8 cm SK C/35 (220 coups) et d'un canon antiaérien de 20 mm Flak. Il pouvait transporter 26 mines TMA ou 39 mines TMB. Son équipage comprenait 4 officiers et 40 à 56 sous-mariniers.

## Historique
Il reçut sa formation de base au sein de la 5. Unterseebootsflottille jusqu'au 31 octobre 1941 puis intégra sa formation de combat dans la 1. Unterseebootsflottille.
Le 19 novembre 1941, l'U-654 est placé en quarantaine en raison d'une fièvre scarlatine déclarée à son bord.
Sa première patrouille est précédée par de courts trajets à Kiel, Stavanger et Bergen. Elle commence réellement le 15 décembre 1941 au départ de Bergen pour opérer dans l'Atlantique Nord, dans une zone située au large des Grands Bancs de Terre-Neuve.
Plus tard, il patrouille dans le sud de la Nouvelle-Écosse. Dans les premières heures du 9 février 1942, l'U-85 et l'U-654 attaquent le convoi ON 60 à quelque 700 nautiques dans l'est du cap Race. Ce convoi est composé de cinquante et un bâtiments marchands escorté par quinze navires de guerre. Il est parti le 26 janvier 1942 de Liverpool pour Halifax. Le 9 janvier à 0 h 36, l'U-654 tire trois torpilles et touche une corvette française. L'Alysse est pris en remorque par la corvette canadienne Hepatica, mais sombre finalement le 10 février 1942. Il rentre à la base de Brest le 19 février 1942.
Le 21 mars 1942, il reprend la mer pour l'Atlantique Ouest. L'U-654 rejoint une zone située près de Terre-Neuve et ensuite fait mouvement vers le sud pour opérer sur la côte Est des États-Unis. Le 10 avril, il torpille et envoie par le fond un cargo à vapeur britannique dans le nord-est des Bermudes. À partir de la mi-avril 1942, l'U-654 patrouille à 300 ou 400 nautiques dans l'est de Hatteras. Le 20 avril, il torpille et coule un cargo à vapeur américain et 19 heures plus tard un autre cargo suédois. Le commandant Forster interroge le capitaine du Steelmaker dans son canot de sauvetage. Avant de partir, il assure au capitaine qu'il va donner par radio de la position des survivants, mais il ne le fait pas. Un canot de sauvetage est retrouvé deux jours plus tard, mais l'autre n'est retrouvé que dix jours plus tard, avec comme résultat deux hommes morts d'hypothermie.
Durant l'été 1942, l'U-654 quitte Lorient pour les Caraïbes. Le 18 juillet 1942, l'U-126 sur la route du retour signale le convoi OS 34 dans le nord-est des Açores, parti le 11 juillet de Liverpool pour Freetown. L'U-654 et l'U-108 rejoignent l'U-564, mais l'escorte aérienne rend impossible aux U-Boote de rester en surface. Seul l'U-564 envoie par le fond deux bâtiments.
À la fin juillet 1942, l'U-654 est ravitaillé par l'U-463 dans l'ouest des Açores. L'U-654 entre dans les Caraïbes en août et opère dans le nord du Panama, mais il ne rencontre aucun succès.
Le 22 août 1942, l'U-654 est envoyé par le fond au nord de Colon à la position 12° 00′ N, 79° 56′ O, par quatre charges de profondeur au Torpex lancées par un B-18 du Sqn 45 (USAF), dans l'est-sud-est de l'île San Andres. Des bulles, une nappe de pétrole et des débris apparaissent quelques minutes après le grenadage.
Les 44 membres d'équipage décédèrent dans cette attaque.

## Affectations
- 5. Unterseebootsflottille du 5 juillet 1941 au 31 octobre 1941 (Période de formation).
- 1. Unterseebootsflottille du 1er novembre 1941 au 22 août 1942 (Unité combattante).

## Commandement
- Korvettenkapitän Hans-Joachim Hesse du 5 juillet 1941 au 24 novembre 1941.
- Oberleutnant zur See Ludwig Forster du 2 décembre 1941 au 22 août 1942.

## Patrouilles
|       | Commandant                 | Départ           | Départ    | Arrivée          | Arrivée   | Jours     | Succès   |
| ----- | -------------------------- | ---------------- | --------- | ---------------- | --------- | --------- | -------- |
|       | KrvKpt. Hans-Joachim Hesse | 16 novembre 1941 | Kiel      | 19 novembre 1941 | Stavanger | 4 jours   |          |
|       | Oblt. Ludwig Forster       | 4 décembre 1941  | Stavanger | 4 décembre 1941  | Stavanger | 1 jours   |          |
|       | Oblt. Ludwig Forster       | 7 décembre 1941  | Stavanger | 9 décembre 1941  | Bergen    | 3 jours   |          |
| 1     | Oblt. Ludwig Forster       | 15 décembre 1941 | Bergen    | 25 décembre 1941 | Brest     | 11 jours  |          |
| 2     | Oblt. Ludwig Forster       | 3 janvier 1942   | Brest     | 19 février 1942  | Brest     | 48 jours  | 900      |
| 3     | Oblt. Ludwig Forster       | 21 mars 1942     | Brest     | 19 mai 1942      | Brest     | 60 jours  | 17 755   |
|       | Oblt. Ludwig Forster       | 9 juillet 1942   | Brest     | 10 juillet 1942  | Lorient   | 2 jours   |          |
| 4     | Oblt. Ludwig Forster       | 11 juillet 1942  | Lorient   | 22 août 1942     | Coulé     | 43 jours  |          |
| Total | Total                      | Total            | Total     | Total            | Total     | 172 jours | 18 655 t |

Notes : KrvKpt. = Korvettenkapitän - Oblt. = Oberleutnant zur See

### Opérations Wolfpack
L'U-654 opéra avec les Wolfpacks (meute de loups) durant sa carrière opérationnelle.
- Ziethen (6 – 22 janvier 1942)

## Navires coulés
L'U-654 coula 3 navires marchands totalisant 17 755 tonneaux et 1 navire de guerre de 900 tonneaux au cours des 4 patrouilles (172 jours en mer) qu'il effectua.
| Date           | Nom            | Nationalité                      | Tonnage | Convoi | Fait  | Localisation         |
| -------------- | -------------- | -------------------------------- | ------- | ------ | ----- | -------------------- |
| 9 février 1942 | FFL Alysse     | Forces navales françaises libres | 900     | ON-60  | Coulé | 46° 22′ N, 43° 42′ O |
| 10 avril 1942  | Empire Prairie | Royaume-Uni                      | 7 010   | -      | Coulé | 37° 33′ N, 60° 06′ O |
| 20 avril 1942  | Steel Maker    | USA                              | 6 176   | -      | Coulé | 33° 48′ N, 70° 36′ O |
| 20 avril 1942  | Agra           | Suède                            | 4 569   | -      | Coulé | 34° 40′ N, 69° 35′ O |